# Котора синьоволий
Котора синьоволий (Pyrrhura cruentata) — вид папугоподібних птахів родини папугових (Psittacidae). Ендемік Бразилії.

## Опис
Синьоволі котори є одними з найбільших представників свого роду, їх довжина становить 28-30 см. Вони мають переважно темно-зелене забарвлення, на жєивоті, надхвісті і плечах, а також на обличчі у них є темно-червоні плями. Верхня частина голови темно-коричнева або чорнувата, потилиця плямиста, задня частина скронь світло-охристо-оранжева. На грудях яскраво-синій "комір", кінці якого сполучаються на задній частині шиї. Першорядні махові пера сині, хвіст зверху оливково-зелений, знизу бордово-червоний. Дзьоб темний, навколо очей плями голої сірої шкіри.

## Поширення і екологія
Синьоволі котори раніше були широко поширені на південному сході штату Баїя, в Еспіріту-Санту, на сході Мінас-Жерайсу і в штаті Ріо-де-Жанейро. Наразі їх ареал є дуже фрагментований. Більша частина популяції мешкає в заповідниках Сооретама і Ліньярес, а також в Порту-Сегуру. Синьоволі котори живуть в кронах вологих рівнинних атлантичних лісів та на узліссях, трапляються на галявинах і тінистих кавових плантаціях. Віддають перевагу лісам, що швидко відновлюються, з великою кількістю Cecropia. Зустрічаються зграйками від 4 до 10 птахів, переважно на висоті до 960 м над рівнем моря. Живляться плодами, насінням, квітками і ягодами. Гніздування відбувається ранньою весною. Синьоволі котори гніздяться в дуплах дерев. В кладці 2-4 яйц, інкубаційний період триває 3 тижні.

## Збереження
МСОП класифікує цей вид як вразливий. За оцінками дослідників, популяція синьоволих котор становить від 3500 до 15000 птахів. Їм загрожує знищення природного середовища.